# Крещенца
Крещенца (итал. crescenza), или Страккино (итал. stracchino) — итальянский мягкий сыр из коровьего молока, производимый в регионе Ломбардия. Stracco на ломбардском диалекте означает «уставший». Название страккино в Италии относится к нескольким видам мягких сыров, которые производятся по сходной технологии, но имеют разные сроки выдержки (сыр Таледжо тоже относится к этому семейству сыров).

## История
Сыр имеет древнюю историю, источники свидетельствуют о его производстве в предгорных районах Ломбардии с XI—XII века. Сыр раньше производили из молока коров, которые осенью вернулись в долины с горных пастбищ. Вероятно, поэтому сыр получил такое название. В настоящее время сыр производят в течение всего года.

## Технология производства
Молоко нагревают до 30 — 32 °C, сворачивают в течение 20 — 40 минут с помощью сычужного фермента. Образовавшийся сгусток разбивают на кусочки размером с лещиновый орех. Сыворотку удаляют и выдерживают сыр в формах примерно полтора суток при температуре 20 °C и влажности 90 %. Затем крещенцу выдерживают несколько суток при температуре 6 — 7 °C и влажности 75 %. За это время сыр приобретает характерный вкус и аромат.

## Характеристика
Сыр имеет мягкую, кремообразную текстуру с равномерной, маслянистой консистенцией, твердая кожица очень тонкая, белого цвета или вовсе отсутствует. Вкус мягкий, сливочный с легкой кислинкой, немного терпкий.

## Употребление
Как самостоятельное блюдо, с хлебом или намазывая на хлеб. Используют при приготовлении блюд — ризотто, поленты, пасты, соусов.